# Agent firmy inwestycyjnej
Agent firmy inwestycyjnej – instytucja wprowadzona do polskiego rynku kapitałowego w ramach ustawy o obrocie instrumentami finansowymi.
Agentem firmy inwestycyjnej może być osoba fizyczna (po uzyskaniu wpisu do rejestru agentów firm inwestycyjnych), osoba prawna bądź jednostka organizacyjna nie posiadająca osobowości prawnej.
Agent firmy inwestycyjnej po zarejestrowaniu przez Komisję Nadzoru Finansowego oraz po zawarciu pisemnej umowy z firmą inwestycyjną, uprawniony jest do wykonywania działalności gospodarczej regulowanej polegającej na stałym lub okresowym wykonywaniu w imieniu i na rachunek firmy inwestycyjnej czynności pośrednictwa w zakresie działalności prowadzonej przez tę firmę inwestycyjną.

Agent firmy inwestycyjnej, który zawarł z firmą inwestycyjną stosowną umowę, jest przedsiębiorcą w rozumieniu Prawa przedsiębiorców.

## Uprawnienia agenta firmy inwestycyjnej
- Podejmowania działań mających na celu zawieranie lub realizację umów o świadczenie usług przez firmę inwestycyjną.
- Świadczenie doradztwa klientom lub potencjalnym klientom w zakresie usług i produktów oferowanych przez reprezentowaną firmę inwestycyjną
- Przyjmowanie zleceń oraz odbieranie innych oświadczeń woli dla reprezentowanej firmy inwestycyjnej

Ustawa o obrocie zakazuje jednocześnie, aby agentowi na podstawie umowy zawartej z firmą inwestycyjną powierzone zostało prowadzenie działalności maklerskiej. Kolejne ograniczenie nałożone na agentów, to zakaz reprezentowania więcej niż jednej firmy inwestycyjnej. Ponadto agent nie może przyjmować jakichkolwiek wpłat od klientów.
Za szkodę wyrządzoną przez agenta firmy inwestycyjnej w związku z wykonywaniem czynności w imieniu i na rachunek firmy inwestycyjnej odpowiada solidarnie ta firma inwestycyjna i agent, który wyrządził szkodę. Odpowiedzialność wyłączona jest w przypadku, gdy szkoda nastąpiła wskutek działania siły wyższej lub wyłącznie z winy osoby trzeciej.

## Egzamin na agenta firmy inwestycyjnej i ich rejestr
Rejestr agentów firmy inwestycyjnej prowadzi Komisja Nadzoru Finansowego. Do rejestru może zostać wpisana osoba fizyczna, która zdała egzamin dla agenta firmy inwestycyjnej. Egzamin ma charakter egzaminu państwowego, a komisja egzaminacyjna jest powoływana przez Przewodniczącego Komisji Nadzoru Finansowego.
Egzamin na agenta firmy inwestycyjnej przeprowadzany jest w formie zamkniętego testu wyboru, który składa się z 80 pytań. Każde pytanie posiada 4 warianty odpowiedzi. Rozwiązywanie testu trwa 2 godziny.
Każde pytanie testu egzaminacyjnego jest oceniane przez komisje egzaminacyjna według następujących zasad:
- dobra odpowiedź: 2 punkty
- brak odpowiedzi: 0 punktów
- zła odpowiedź: -1 punkt

Warunkiem zdania egzaminu jest uzyskanie co najmniej 107 punktów.

### Zakres tematyczny egzaminu na agenta firmy inwestycyjnej
Egzamin na agenta firmy inwestycyjnej jest sprawdzianem teoretycznego przygotowania kandydatów, z następujących dziedzin:
1. prawo cywilne
2. prawo gospodarcze
3. prawo podatkowe i dewizowe
4. prawo papierów wartościowych, instrumenty finansowe oraz obrót takimi instrumentami
5. działalność maklerska oraz działalność powiernicza
6. system depozytowo-rozliczeniowy w zakresie obrotu instrumentami finansowymi
7. rynek finansowy
8. tworzenie i funkcjonowanie funduszy inwestycyjnych
9. komercjalizacja i prywatyzacja przedsiębiorstw
10. zasady rachunkowości
11. rynek towarów giełdowych
12. matematyka finansowa
13. analiza finansowa
14. strategie inwestycyjne
15. etyka zawodowa

### Uzyskanie uprawnień agenta firmy inwestycyjnej bez konieczności zdawania egzaminu
Bez konieczności zdawania egzaminu dla agenta firmy inwestycyjnej do rejestru agentów firmy inwestycyjnej mogą zostać wpisane osoby, które posiadają uprawnienia do wykonywania zawodu maklera papierów wartościowych lub doradcy inwestycyjnego.

## Lista osób uprawnionych do wykonywania zawodu agenta firmy inwestycyjnej
Lista znajduje się na stronie Urzędu Komisji Nadzoru Finansowego.
- Lista w języku polskim
- Lista w języku angielskim